# Yazid I
Yazīd ibn Mu‘āwiya ibn Abī Sufyān, comúnmente conocido como Yazid I (680 - 683) era el segundo Califa Omeya, que asumió el control de la dinastía después de la muerte de su padre Muawiya I en 680. Su califato no es reconocido ni por Husayn ibn Ali ni por Abd Allah ibn al-Zubayr.
Era hijo de kalb, por lo que muchos Qais apoyaron a Zubair.
Se enfrenta a Husayn ibn Ali, hijo de Alí y nieto de Mahoma, derrotándole en la batalla de Kerbala en el 680. Comienza la segunda Fitna. Tras la muerte de Husayn, Kerbala se convirtió en lugar de peregrinaje para los derrotados, los chiitas, que conmemoran el día de duelo o día de Ashura todos los años, el día 10 del mes de mujarram.
Zubayr, ante el descontento contra los omeyas, se declaró en rebelión y se refugia en Medina, proclamándose califa. Yazid intentó poner fin a la rebelión, enviando a La Meca a Walid ibn Utbah para arrestar a Zubayr. Walid invadió el Hiyaz, y tomó Medina después de la sangrienta batalla de al-Harra del 683 seguida por el asedio de La Meca. La repentina muerte de Yazid el 11 de noviembre de 683 puso fin a la campaña y los omeyas se sumieron en el caos. Yazid fue enterrado en Damasco y fue sucedido por su hijo Muawiya II.